# Wildtierschützer

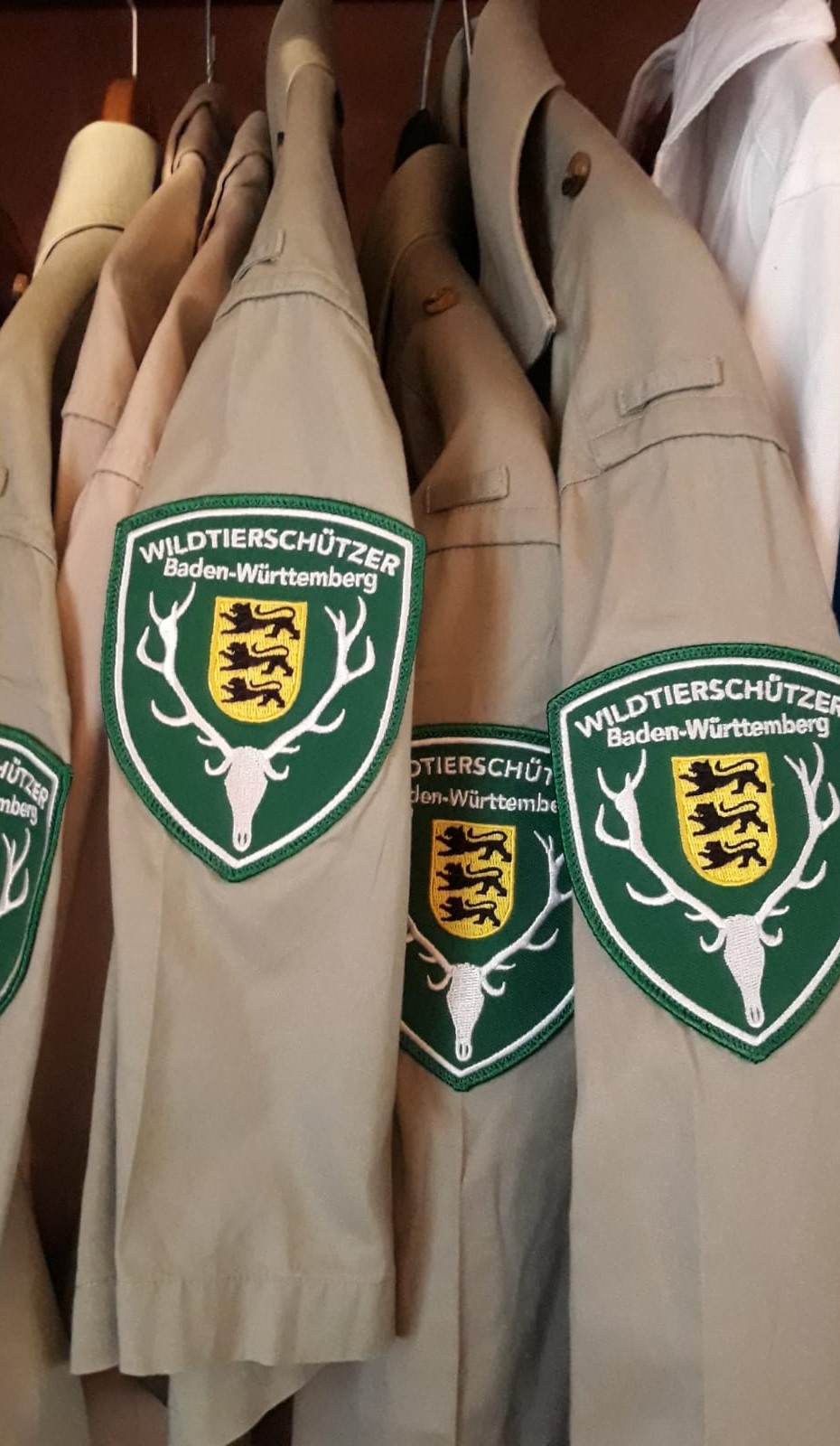
Hemden mit dem aufgenähten Wappen des Wildtierschutzes Baden - Württemberg

Der Begriff des Wildtierschützers kommt aus dem Jagd- und Wildtiermanagementgesetz (JWMG), das in Baden-Württemberg am 1. April 2015 das bisherige Jagdrecht abgelöst hat. Wildtierschützer sind speziell ausgebildete jagdausübungsberechtigte Personen (siehe Jagdausübungsrecht) und unterscheiden sich somit in Ausbildung und Aufgaben von Jagdschein-Inhabern und Jagdpächtern. Die Wildtierschützer ersetzen in Baden-Württemberg die ehemaligen Jagdaufseher. Die Tätigkeit kann ehrenamtlich oder hauptberuflich ausgeübt werden, aufgrund der aktuellen Strukturen und Gegebenheiten in Baden-Württemberg erfolgt die Ausübung aber hauptsächlich im Ehrenamt.
Hauptaufgaben der Wildtierschützer sind die Beratung von Privatpersonen und Behörden bei Fragen der Hege und Habitatgestaltung von Wildtieren, des Wildtiermonitorings (Erfassen und Dokumentieren der in einem bestimmten Gebiet wild lebenden Tiere), des Umgangs mit Wildtieren z. B. Steinmarder, Füchse, Waschbären im Siedlungsraum und bei Unfällen mit Wildtieren wie Rehe, Rotwild und Wildschweinen (Schwarzwild).
Die Wildtierschützer arbeiten in Baden-Württemberg mit den Wildtierbeauftragten, die bei der unteren Jagdbehörde für die Fachberatung in jagdlichen Angelegenheiten zuständigen Personen der Landratsämter (§ 61 JWMG), eng zusammen. Die amtliche Anerkennung und die Aufgaben der Wildtierschützer sind in § 48 des Jagd- und Wildtiermanagementgesetzes (JWMG) von Baden-Württemberg geregelt. Zur amtlichen Anerkennung ist der Jagdschein und ein Lehrgang zum Wildtierschützer erforderlich. Vom erforderlichen Lehrgang zum Wildtierschützer sind Personen ausgenommen, welche ein forstliches Studium durchlaufen oder die Ausbildung zum Revierjäger absolviert haben.
Die Interessenvertretung der Wildtierschützer ist der Jagd – Natur – Wildtierschützerverband Baden-Württemberg e.V. Der Verband ist nach § 64 JWMG als landesweite (gemeint ist Baden-Württemberg) Vertretung der Jäger anerkannt und veröffentlicht Mitteilungen in der Verbandszeitschrift des Landesjagdverbandes Jagd in Baden-Württemberg. Eine Mitgliedschaft ist für die Ausübung der Tätigkeit nicht von Bedeutung aber wird aufgrund der ständigen Angebote zur Fort- und Weiterbildung empfohlen.